# Моквский собор
Моквский собор Успения Пресвятой Богородицы (абх. Мықәтәи акафедралтә уахуама; груз. მოქვის ეკლესია) — православный собор, расположенный в селе Мокви (Моква) в Абхазии, в Очамчырском районе частично признанной Республики Абхазия, согласно административному делению Грузии — в Очамчирском муниципалитете Абхазской Автономной Республики.
Кафедральный собор Мокви состоит из пяти нефов и был построен в третьей четверти X века. Он был расписан во времена правления императора Алексия I Комнина и Давида IV Строителя. В Абхазском католикосате Мокви был резиденцией епископа по меньшей мере до XVII века. В 2007 году собор был включён в список недвижимых культурных памятников национального значения Грузии.

## Историко-архитектурное описание
На протяжении веков собор в Мокви был важным центром культуры, где копировались рукописи и реставрировались старые кодексы. До наших дней сохранились рукописи из церковной библиотеки с именами лиц, служивших в Мокви. Среди древностей Мокви, представляющих особую значимость и художественную ценность, — знаменитое Моквское Евангелие, выполненное иноком Ефремом по поручению Даниила (епископа Моквинского) в 1300 году. Церковь Мокви также была богата эпиграфическими памятниками, однако в настоящее время сохранилась только надпись на колокольне.
Моквский собор имеет долгую историю. Он был построен в третьей четверти X века во времена правления царя Абхазии Леона III, который был похоронен в соборе в 967 году. Согласно не сохранившейся надписи (найденной патриархом Иерусалимским Досифеем II, посетившим Мокви в 1659 году), собор был существенно отремонтирован и расписан во времена правления византийского императора Алексия I Комнина и грузинского царя Давида IV Строителя (конец XI — начало XII века), однако в настоящее время в церкви не осталось никаких следов этих фресок. В 1980-х годах здесь были обнаружены фрагменты фресок и надписей, предположительно, XV века.

В конце XVII века собор был покинут. В 1848 году собор посетил востоковед Марий Броссе, который так его описал: 
Обширные размеры корпуса церкви, опутанного сетью ползучих растений, его кровля, превращенная в воздушный сад, его прекрасный купол, удлиняемый высокими стволами деревьев – все это приводит зрителя в удивление. Однако, к сожалению, осколки цветного стекла, остатки карнизов с замечательной резьбой, обрушившиеся паперти приводят посетителя в уныние.
В 1850-х годах собор был отремонтирован и превращён в усыпальницу владетельных князей Шервашидзе. Здесь был похоронен последний владетельный князь Абхазии Михаил Шервашидзе.
Белые мраморные надгробия Александра Шервашидзе, последнего князя Абхазии, и его жены Александры Дадиани расположены прямо по центру, перед алтарем. Надписи на плитах сделаны грузинским шрифтом асомтаврули.

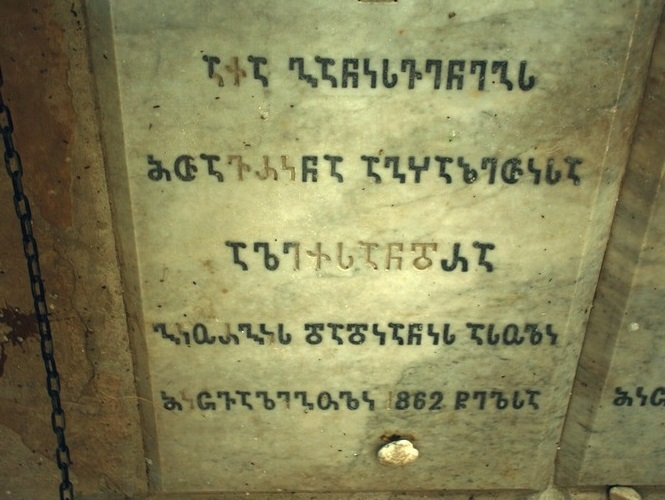
Надгробная плита Александра Шервашидзе и его жены Александры Дадиани.

Моквский собор — это крестово-купольный храм, вписанный в наружный прямоугольник стен. У восточной стороны три выступающие апсиды. Средняя апсида имеет форму подковы изнутри и пять граней снаружи. Купол стирается на четыре колонны, в центральной части зданий. Переход от прямоугольного основания к круглому барабану купола осуществляется посредством парусов. Снаружи низкий барабан имеет 12 граней. Здание украшено тёсаным камнем. Фасады простые, без какого-либо декора.
С 2019 года в Соборе возобновлены богослужения Абхазской православной церкви. Собор также используется как экскурсионный объект и изнутри поражает туристов своими размерами. Планируется реставрация Собора силами российских специалистов.

## Галерея 2021 года

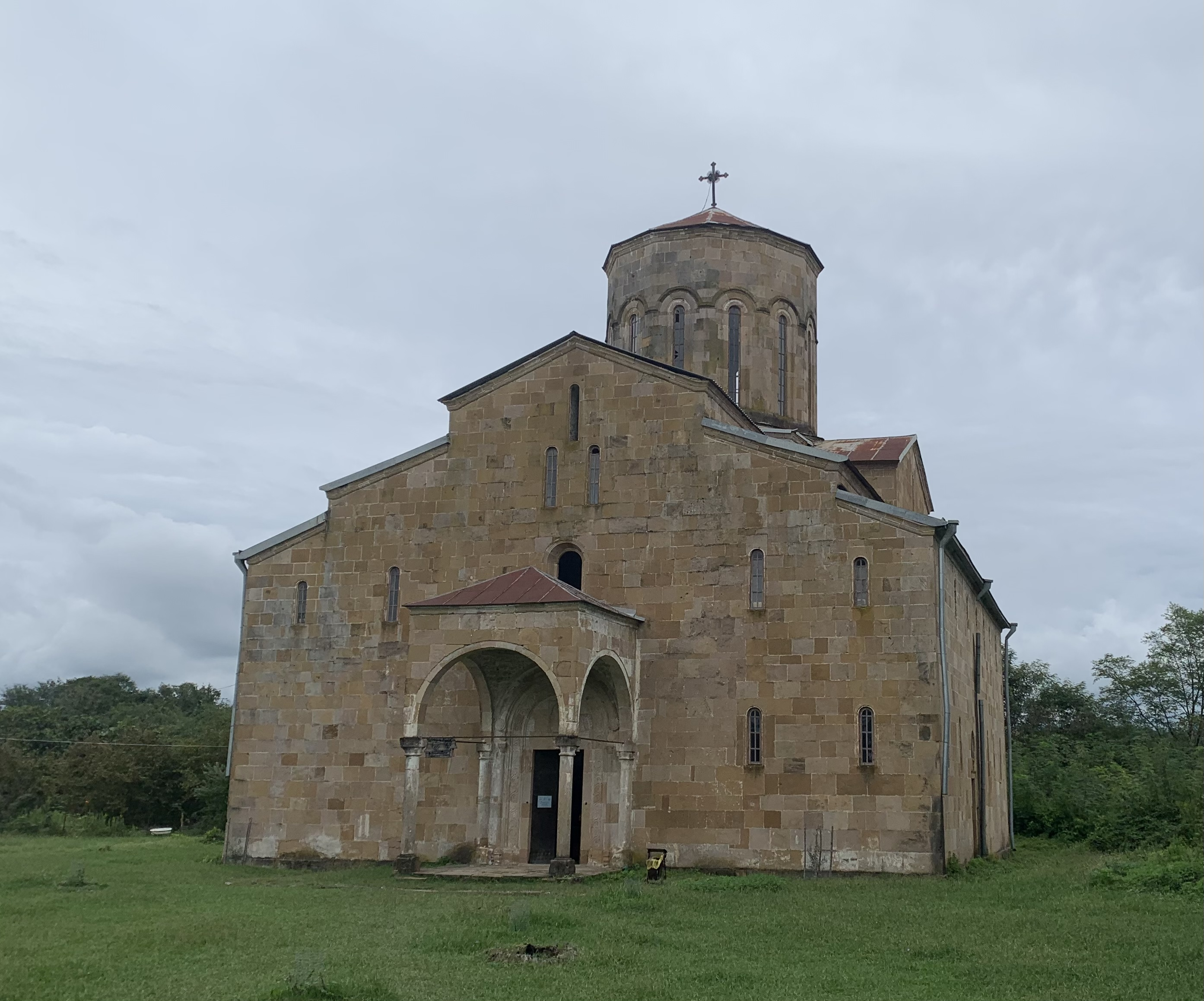
Моквский собор в сентябре 2021
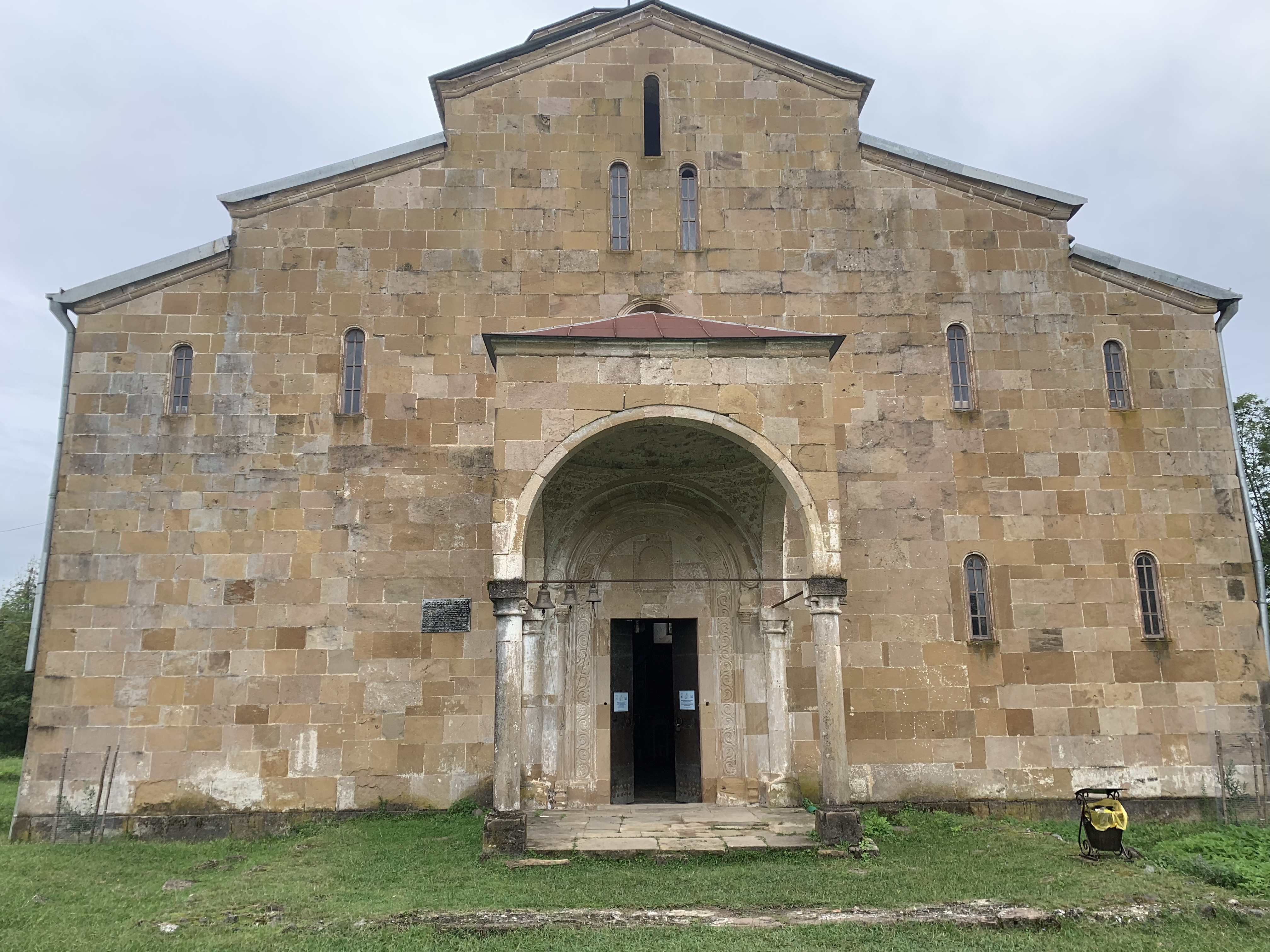
Фасад собора
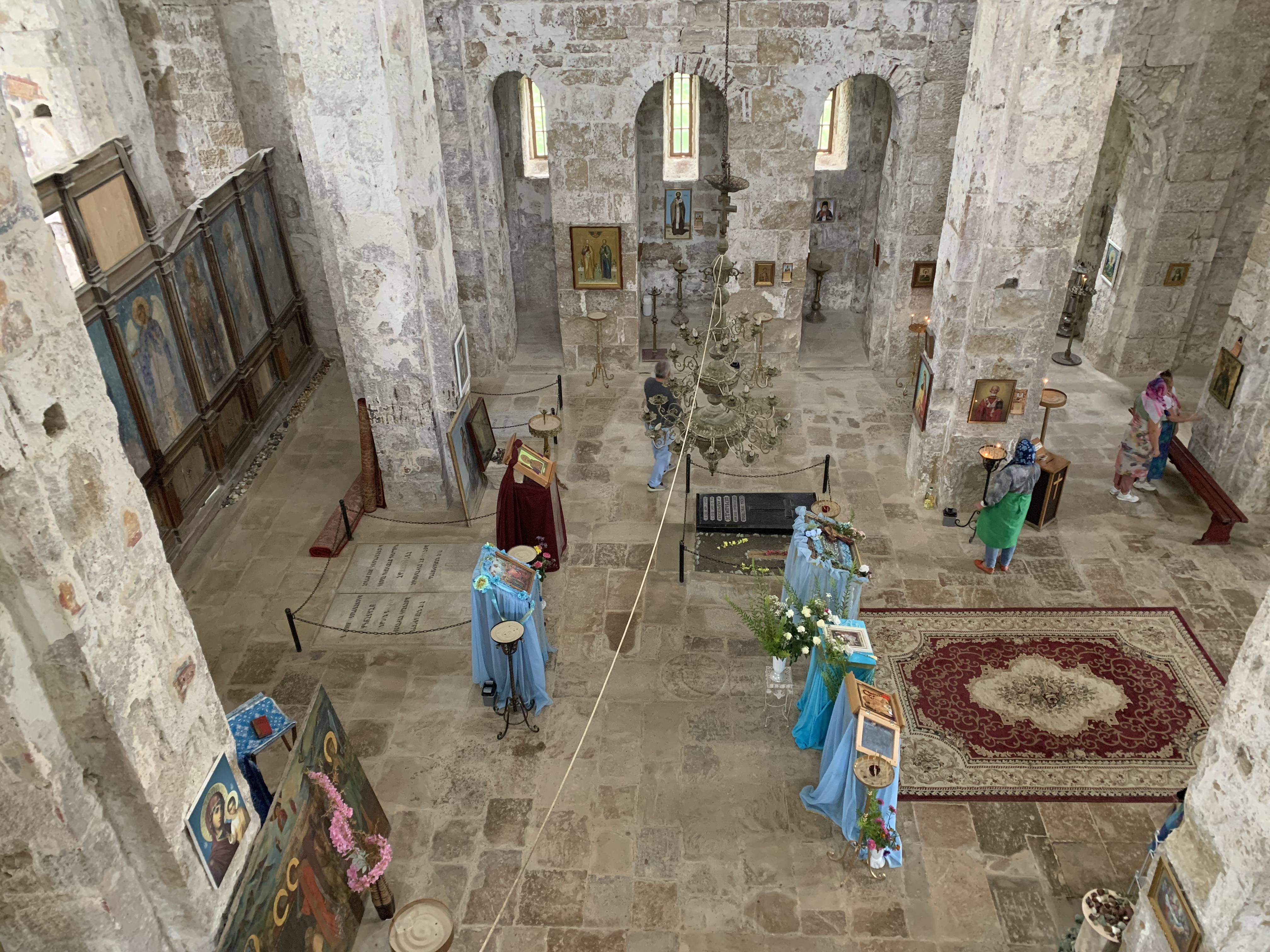
Внутренний интерьер собора
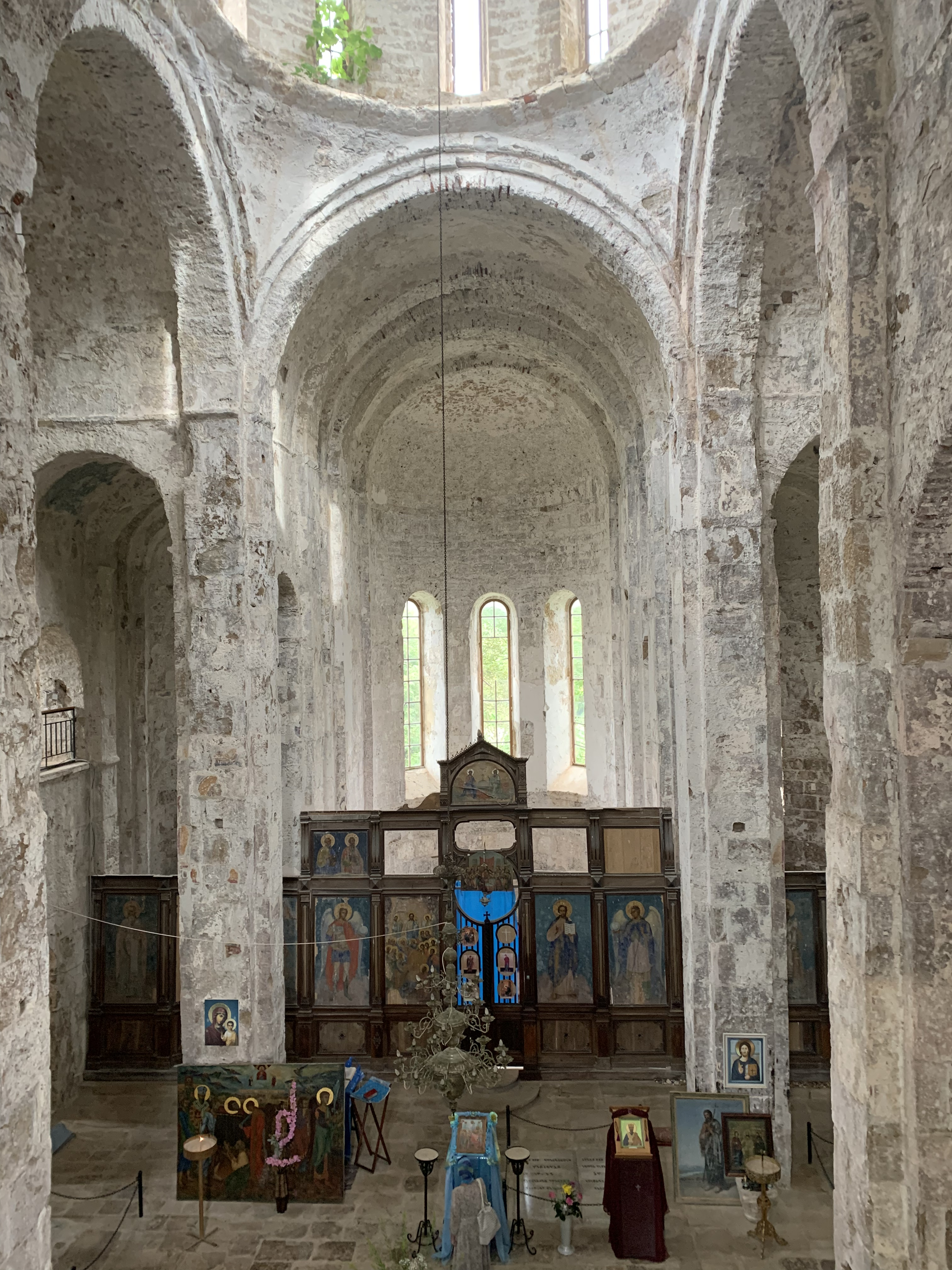
Алтарь собора до реставрации
Своды и верхний ярус собора
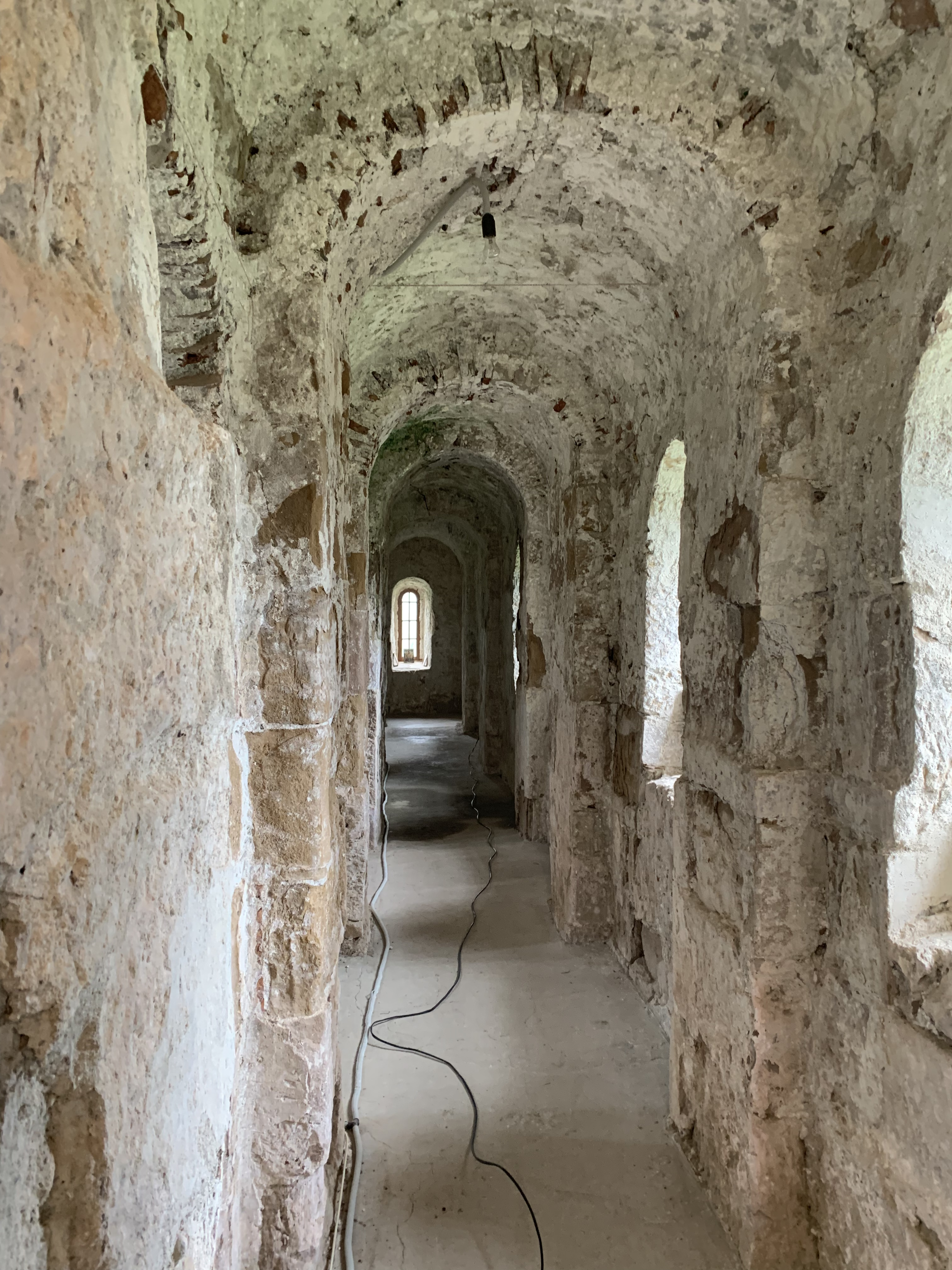
Верхний левый неф собора
Вид на реку Моква с верхнего яруса